# AV Pijnenburg
Atletiekvereniging Pijnenburg is een Nederlandse atletiekvereniging, die in het Utrechtse Soest gevestigd is en is aangesloten bij de Atletiekunie.
De vereniging werd formeel opgericht op 16 maart 1984 en scheidde zich daarmee af van de voetbalvereniging SO Soest. Vóór dit moment werd er echter al sinds 1968 voorzichtig aan atletiek in Soest gedaan. De naam van de vereniging heeft haar oorsprong in de naam van het omringende Landgoed Pijnenburg.
De vereniging beschikt sinds 1994 over een atletiekbaan van zes banen. In de vijver bij de ingang staat kunstwerk 'De Springer'. Aan het begin van 2017 was de AV Pijnenburg met bijna 900 actieve leden een van de grootste sportverenigingen in de gemeente Soest.

## Bekende atleten/oud-atleten
- Marcel Klarenbeek